# 善子内親王
善子内親王（よしこないしんのう、承保4年9月23日（1077年10月12日） - 長承元年12月1日（1133年1月8日））は白河天皇の第二皇女で、母は内大臣藤原能長女 藤原道子（承香殿女御）。21年間にもわたって伊勢斎宮を務めた。のちに六角斎宮と呼ばれる。

## 年譜
日付は旧暦
- 承保4年（1077年）- 9月23日 誕生
- 承暦3年（1079年）- 4月28日 内親王宣下
- 永保元年（1081年）- 11月28日 著袴
- 寛治元年（1087年）- 2月11日 伊勢斎宮に卜定、9月21日 初斎院の左近衛府入り
- 寛治2年（1088年）- 9月13日 野宮入り
- 寛治3年（1089年）- 9月15日 母を伴い伊勢に群行
- 永長元年（1096年）- 10月11日 病をうけて朝廷が伊勢神宮に奉幣
- 康和元年（1099年）- 10月20日 異母妹で賀茂斎院の禛子内親王と同時に准三宮
- 嘉承2年（1107年）- 7月21日 堀河天皇崩御により退下、12月30日 帰京して故因幡守藤原隆時の中御門富小路第入り
- 天永2年（1111年）- 10月15日 前斎院禛子内親王と共に仁和寺十種供養に参列
- 長承元年（1133年）- 12月1日 母の薨去の3か月後に薨去

## 参考資料
- 『大日本史料』2編902冊
- 『栄花物語』『水左記』『為房卿記』『長秋記』『中右記』『兵範記』『一代要記』『百練抄』『本朝世紀』『皇代暦』『本朝皇胤紹運録』